# 南へ行こう
『南へ行こう』（Southbound Duckling、1955年3月12日）は、「トムとジェリー」の短編作品。

## スタッフ
- 監督 - ウィリアム・ハンナ　ジョセフ・バーベラ
- 製作 - フレッド・クインビー
- 作画 - ケネス・ミューズ　エド・バージ　アーヴン・スペンス
- レイアウト - ディック・ビッケンバック
- 背景 - ベラ・オーマン
- 音楽 - スコット・ブラッドリー

## 作品内容
ある冬の晴れた日、アヒルがジェリーに「僕は南に行くから」と挨拶をしにやって来た。南へ渡るカモを見て自分が渡り鳥だと勘違いしてしまったのである。ジェリーは図鑑を持ってきてこう説明した。「野生のカモは冬に備えて南へ渡る。アヒルは農場に居て冬になっても南には行かない」。
しかし、アヒルは全く聞き入れようとせず、意地でも南へ行こうとする。アヒルがカモのように飛べるはずがないものの、諦めようとしないアヒルはあらゆる手段で強引に大空への飛行を試みる。ところがこのアヒルを捕まえて料理しようとトムがつけ狙う。
トムに追われたアヒルを匿ったジェリーは、どうしても南へ行きたいと泣きつくアヒルの手伝いをすることになった。風船とバスケットからなる「気球」にアヒルを乗せ、今度こそ成功…と思いきや、トムが猟銃を放ち、気球が破裂。落下するアヒルを待ち構えたトムは網で捕まえようとするが、ジェリーがすんでの所でアヒルを救出し、そのまま最寄りの飛行場へ逃げ込む。その飛行機はフロリダ州マイアミ行き。運良くジェリーとアヒルは念願の南国行きの飛行機に乗り込んだのだった。
マイアミビーチにやって来た二人はすっかりバカンスを満喫していた。「ついに南へ来たぞ！もうあのネコも追って来ないだろうね。まったく上手いこと撒いてやったもんだよ！」とご満悦のアヒル。飛行機の車輪に掴まっていたトムが背後から忍び寄るとも知らずに…。
本作はトムが勝利する数少ない話である。

## 登場キャラクター
トム
アヒルを食べようと企むもジェリーに制止され、やがてマイアミ行きの飛行機に車輪を掴む形で密航しジェリーとアヒルをバケツに閉じ込めて捕まえた。
ジェリー
トムに食べられそうになったアヒルを救い、南国へ行きたがる彼の準備を手伝う。だが最後はマイアミへ先回りしていたトムにアヒル共々捕まった。
アヒル
自分を渡り鳥の仲間だと信じて疑わず、南国へ行く決意を固める。トムに食べられそうになるがジェリーの協力もあって無事南国行きの飛行機にジェリーと共に乗り込みマイアミビーチでバカンスを楽しむが、最終的にトムに捕まった。

## 補足
本作では、ラストシーンでトムがアヒルとジェリーをバケツに閉じ込め傘でその光景を隠した際に、「The End」の文字が浮かび上がる独自の演出が用いられている。

## 日本でのテレビ放映
TBS系および他系列で1964年～1990年頃まで時折放映された。DVDにも収録。